# Hāšimi-Elle
Die Hāšimi-Elle war eine ägyptische Längeneinheit und galt als praktische Elle im Unterschied zur gewöhnlichen oder schwarzen Elle (54,04 Zentimeter).
- 1 Hāšimi-Elle = 66,5 Zentimeter
  - 60 Hāšimi-Ellen = 1 Ašl = 39,9 Meter